# Johann Daniel Titius
Johann Daniel Titius (2 de enero de 1729 - 11 de diciembre de 1796) fue un astrónomo alemán. profesor en Wittenberg.

## Semblanza
Titius nació en Konitz (Chojnice), Prusia Real, y murió en Wittenberg.
Es conocido por formular la ley de Titius-Bode, y por usar esta regla para predecir la existencia de un objeto astronómico a 2,8 UA desde el Sol. Esto ocurrió en 1766, cuando insertó sus observaciones de las distancias planetarias en una traducción al alemán del libro Contemplación de la naturaleza de Charles Bonnet. Su sugerencia de que el objeto necesariamente debería ser pequeño fue después sustituida por la exposición de Johann Elert Bode para un objeto de tipo planeta. En parte, debido a la ley de Titius-Bode, los primeros cuatro planetas menores fueron inicialmente nombrados como planetas propiamente tal. Después de quince años hiatos y otros planetas menores comenzaron a ser descubiertos con una mayor frecuencia, y Ceres y compañía fueron eventualmente renombrados como planetas menores o asteroides. Debido a su forma esférica, Ceres fue reclasificado como un planeta enano en 2006.

## Eponimia
- La Ley de Titius-Bode.
- El cráter lunar Titius, que lleva este nombre en su memoria.[3]
- El asteroide (1998) Titius, que también conmemora su nombre.[4]